# راي بيترسون
راي بيترسون (بالإنجليزية: Ray Peterson)‏ هو موسيقي ومغني أمريكي، ولد في 23 أبريل 1939 في دينتون في الولايات المتحدة، وتوفي في 25 يناير 2005 في سميرنا في الولايات المتحدة بسبب سرطان.

## وصلات خارجية
- راي بيترسون على موقع IMDb (الإنجليزية)
- راي بيترسون على موقع ميوزك برينز (الإنجليزية)
- راي بيترسون على موقع ديسكوغز (الإنجليزية)